# Parigi-Bourges 1973
La Parigi-Bourges 1973, ventiquattresima edizione della corsa e valevole come prova del circuito UCI categoria CB.1, si svolse il 26 maggio 1973 e fu vinta dal francese Roland Berland.

## Ordine d'arrivo (Top 10)
| Pos. | Corridore            | Squadra  | Tempo |
| ---- | -------------------- | -------- | ----- |
| 1    | Roland Berland       | Bic      |       |
| 2    | Yves Hezard          | Sonolor  |       |
| 3    | Jean-Pierre Genet    | Mercier  |       |
| 4    | Christian Palka      | Bic      |       |
| 5    | Francis Campaner     | Gitane   |       |
| 6    | Michel Pollentier    | Flandria |       |
| 7    | Vicente López Carril | KAS      |       |
| 8    | Andre Mollet         | Peugeot  |       |
| 9    | Claude Aiguesparses  | Peugeot  |       |
| 10   | Bernard Thévenet     | Peugeot  |       |